# سلاح الجو
سلاح الجو يشكل إسوة بالقوات الأرضية والقوات البحرية، وهو أحد أسس كل جيش حديث في العالم. وقد ظهر سلاح الجو في بدايات القرن التاسع عشر مع ظهور الطائرات. حيث تم استعمالها أساساً في عمليات الاستكشاف وقصف قوات العدو.حيث كانت هذه الطائرات تابعة للقوات الأرضية. وبعد أن أثبتت الطائرات أهميتها تنبهت الدول إلى ضرورة تشكيل أجهزة مستقلة لاستغلال هذا القطاع الحيوي.
وخلال الحربين العالميتين الأولى والثانية، وخصوصاً في الحرب العالمية الثانية حيث ظهر التقدم التقني، ظهرت أيضاً القوات الجوية كسلاح يمكن الاعتماد عليه في تقديم الدعم (غطاء جوي) للقوات أرضية كانت أو بحرية. وتطور سلاح الجو في الحرب العالمية الثانية اعتماداً على هذه الفكرة، طور الألمان والأمريكيون بعض التقنيات في مجال الطيران القتالي، وازدادت قدرة الطائرات ومداها عندما وضعت على سفن ضخمة (حاملة طائرات)، وبهذا استطاعت قوات الحلفاء بواسطة الدعم الجوي الكبير الذي قدمته الولايات المتحدة عبر حاملات طائراتها المترامية في المحيط الأطلنطي والمحيط الهادي أن تحقق انتصارات في معاركها اعتماداً على سلاح الجو. وفاز الحلفاء في حرب طويلة جعلت دول العالم كلها تدرك أهمية القوات الجوية، كما يوجد أيضا سلاح الجو البحري

## أنواع الطائرات
| الاسم                        | الصورة |
| ---------------------------- | ------ |
| طائرة هجوم ارضي              |        |
| قاذفة قنابل                  |        |
| طائرة حرب الكترونية          |        |
| طائرة مقاتلة                 |        |
| مقاتلة متعددة المهام         |        |
| مقاتلة تفوق جوي              |        |
| مقاتلة ضاربة                 |        |
| نظام الانذار المبكر و التحكم |        |
| طائرة استطلاع                |        |
| طائرة مراقبة                 |        |
| التزود بالوقود جوا           |        |
| طائرة تدريب                  |        |
| طائرة نقل عسكرية             |        |
| مروحية عسكرية                |        |
| طائرة بدون طيار              |        |

## معرض الصور

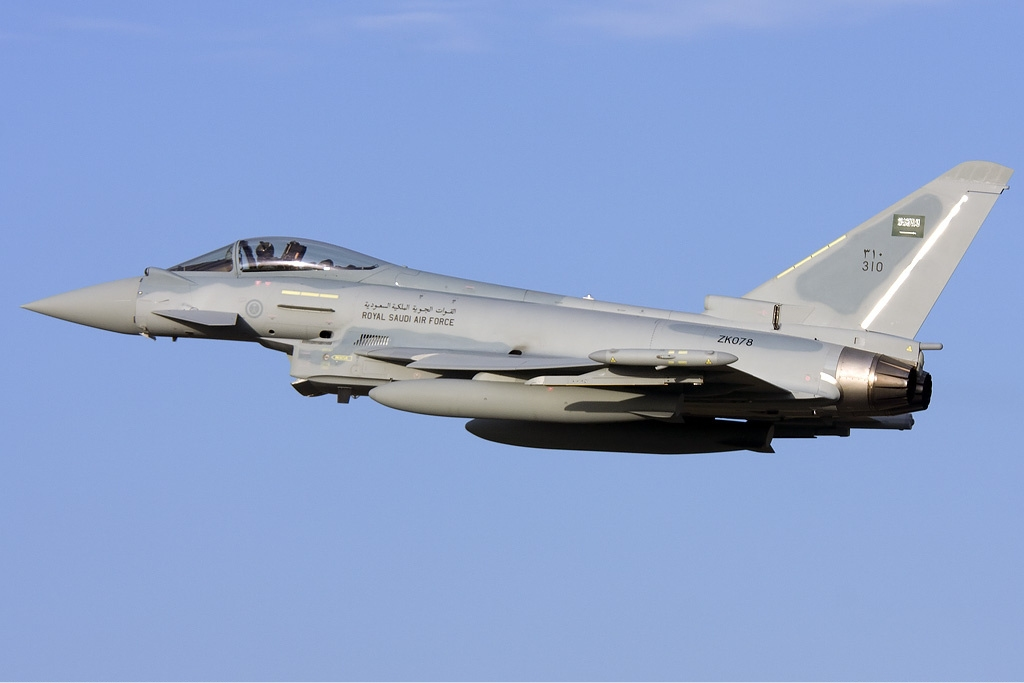
طائرة يوروفايتر تايفون
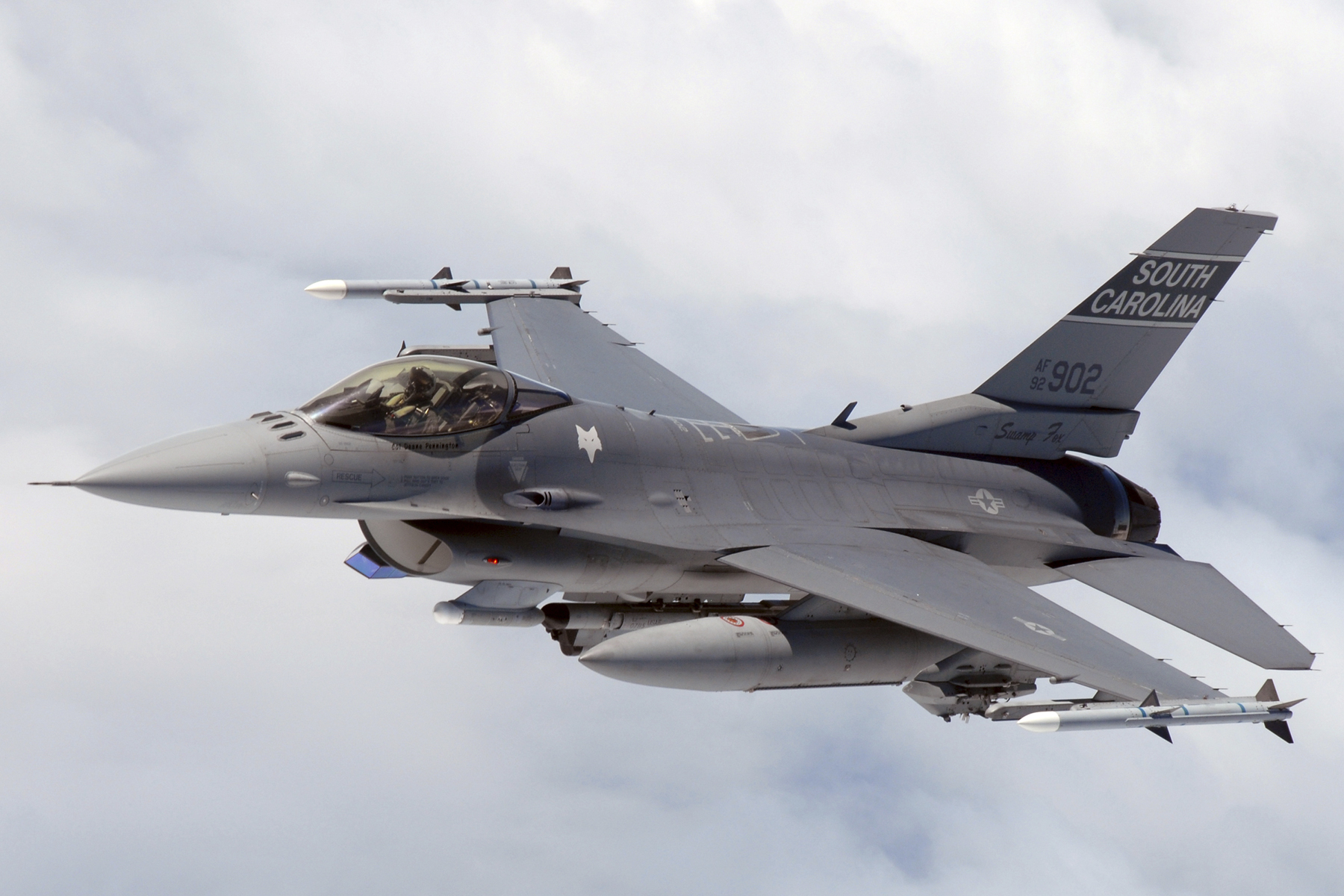
طائرة اف 16 فايتينج فالكون
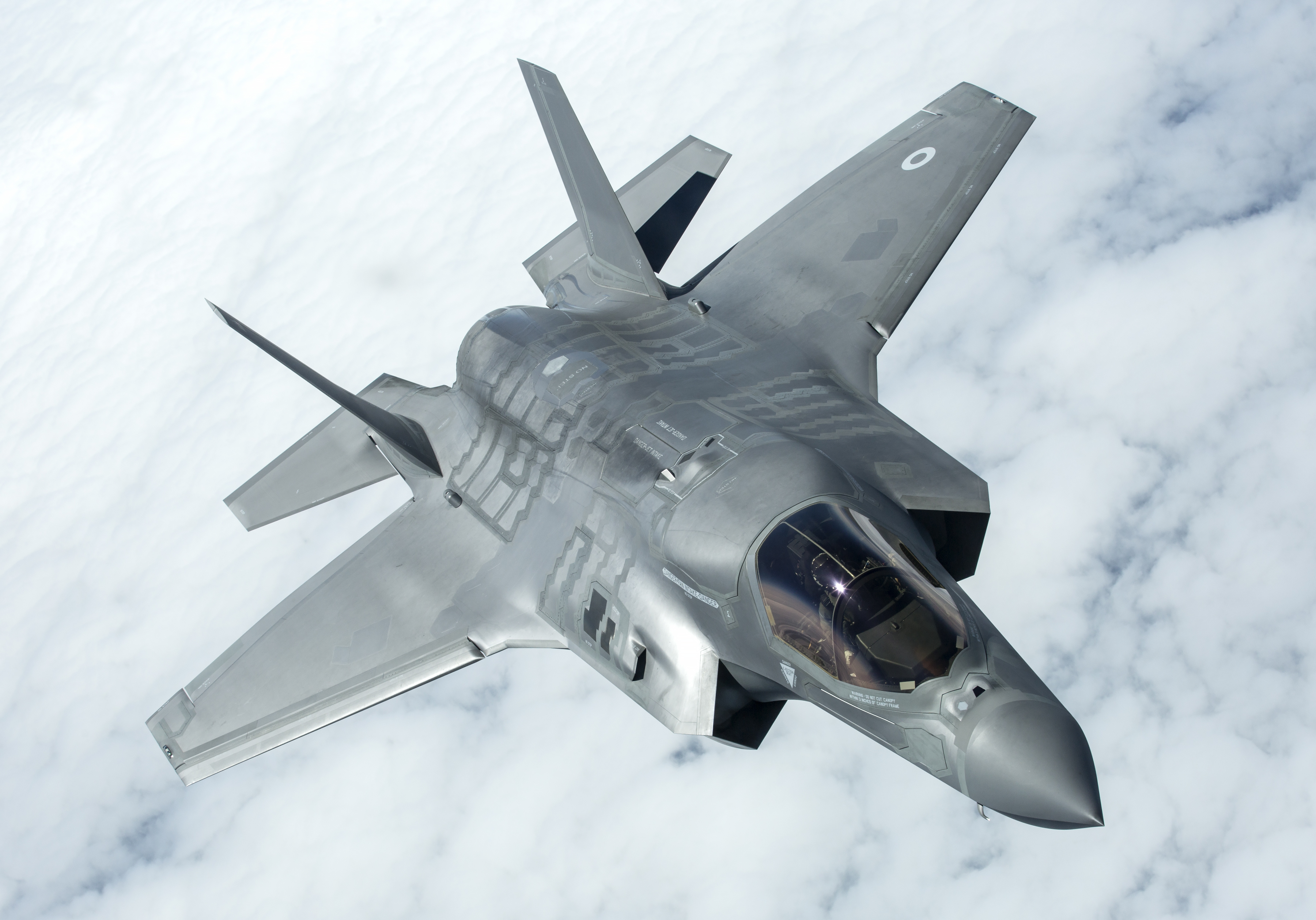
طائرة لوكهيد مارتن اف-35 لايتنيغ الثانية
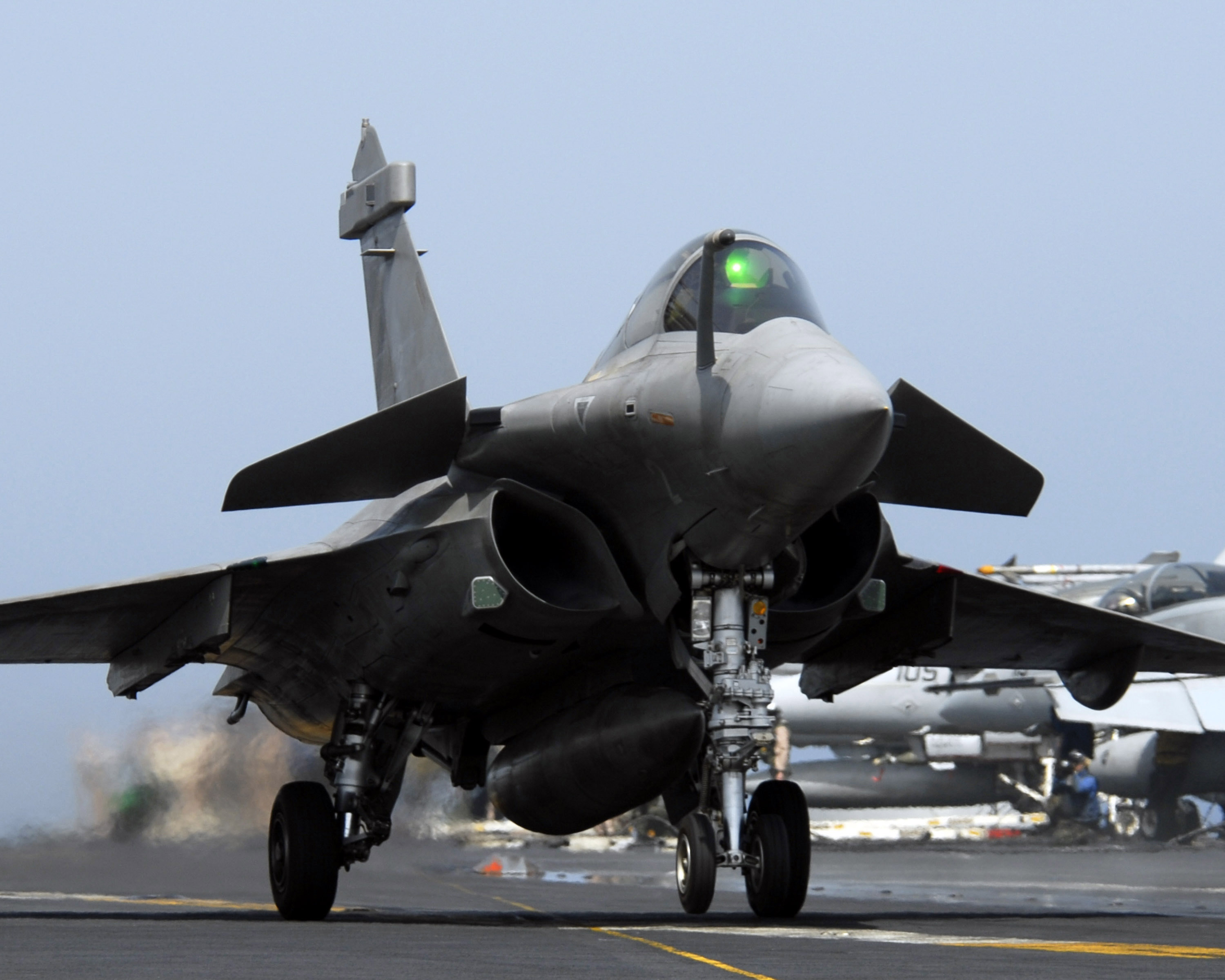
داسو رافال
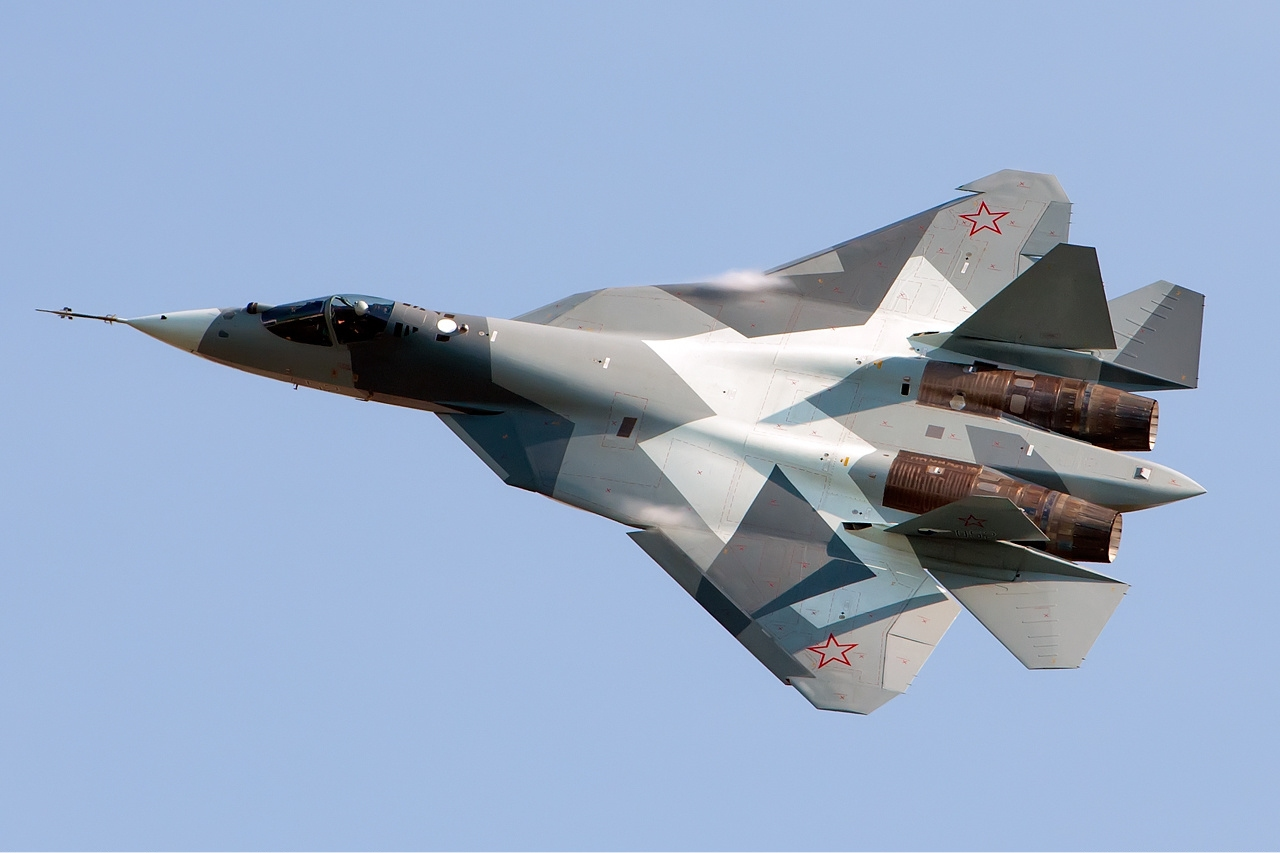
سوخوي سو - 57